# 1994 v športu
1994 v športu.
Leto zimskih olimpijskih iger, ki so bile v Lillehammerju na Norveškem.

## Avto - moto šport
- Formula 1: – Michael Schumacher slavi z osmimi zmagami in 92 točkami za Benetton – Ford, konstruktorski naslov je šel v roke moštvu Williams – Renault z osvojenimi 118 točkami
- Formula 1 – 1. maj: prvenstvo zaznamuje smrt Ayrtona Senne na VN San Marina
- 500 milj Indianapolisa: slavil je Al Unser, Jr., iz ZDA, z bolidom Penske-Mercedes-Benz, za moštvo Penske Racing, Inc[1]

## Kolesarstvo
- Tour de France 1994: Miguel Induraín, Španija, četrta zmaga od skupaj petih zaporednih na Touru
- Giro d'Italia: Jevgenij Berzin, Rusija

## Košarka
- Evroliga: Joventut Badalona slavi z 59 – 57 proti Olympiakosu
- NBA: Houston Rockets slavijo s 4 – 3 v zmagah proti New York Knicks, MVP finala je Hakeem Olajuwon[2]
- SP 1994: 1. ZDA, 2. Rusija, 3. Hrvaška[3]

## Nogomet
- Liga prvakov: AC Milan slavi proti Barceloni s 4-0[4]
- Svetovno prvenstvo v nogometu – ZDA 1994: v finalu slavi Brazilija po enajstmetrovkah proti Italiji, tretja je Švedska[5]

## Rokomet
- Liga prvakov: španski Santander je s 45-43 premagal portugalski klub Braga v dveh tekmah finala (22-22 in 23-21)[6]
- Liga prvakinj: avstrijski Hypo je s 45-39 premagal madžarsko Budimpešto v dveh tekmah finala (18-20 in 25-21)[7]

## Smučanje
- Alpsko smučanje: 
  - Svetovni pokal v alpskem smučanju, 1994: 
    - Moški: Kjetil André Aamodt, Norveška, njegov prvi in edini naslov[8]
    - Ženske: Vreni Schneider, Švica, njen drugi naslov[9]

  - Alpsko smučanje na Zimskih olimpijskih igrah 1994:
  - Moški: 
    - Slalom: Thomas Stangassinger, Avstrija
    - Veleslalom: Markus Wasmeier, Nemčija
    - Superveleslalom: Markus Wasmeier, Nemčija
    - Smuk: Tommy Moe, ZDA
    - Kombinacija: Lasse Kjus, Norveška

  - Ženske:  
    - Slalom: Vreni Schneider, Švica
    - Veleslalom: Deborah Compagnoni, Italija
    - Superveleslalom: Diann Roffe, ZDA
    - Smuk: Katja Seizinger, Nemčija
    - Kombinacija: Pernilla Wiberg, Švedska
- Nordijsko smučanje: 
  - Svetovni pokal v smučarskih skokih 1994:
    - Moški: 1. Espen Bredesen, Norveška, 2. Jens Weißflog, Nemčija, 3. Andreas Goldberger, Avstrija[10]
    - Pokal narodov: 1. Norveška, 2. Japonska, 3. Avstrija

  - Smučarski skoki na Zimskih olimpijskih igrah 1994: 
    - Srednja skakalnica: Espen Bredesen, Norveška
    - Velika skakalnica: Jens Weissflog, Nemčija
    - Ekipno: 1. Nemčija, 2. Japonska, 3. Avstrija

## Tenis
- Turnirji Grand Slam za moške:
  - 1. Odprto prvenstvo Avstralije: Pete Sampras, ZDA[11]
  - 2. Odprto prvenstvo Francije: Sergi Bruguera, Španija
  - 3. Odprto prvenstvo Anglije – Wimbledon: Pete Sampras, ZDA[12]
  - 4. Odprto prvenstvo ZDA: Andre Agassi, ZDA
- Turnirji Grand Slam za ženske:
  - 1. Odprto prvenstvo Avstralije: Steffi Graf, Nemčija[13]
  - 2. Odprto prvenstvo Francije: Arantxa Sánchez Vicario, Španija
  - 3. Odprto prvenstvo Anglije – Wimbledon: Conchita Martínez, Španija[14]
  - 4. Odprto prvenstvo ZDA: Arantxa Sánchez Vicario, Španija
- Davisov pokal: Švedska slavi s 4-1 nad Rusija[15]

## Hokej na ledu
- NHL – Stanleyjev pokal: – New York Rangers slavijo s 4 – 3 v zmagah proti Vancouver Canucks
- Svetovno prvenstvo v hokeju na ledu 1994: 1. Kanada, 2. Finska, 3. Švedska[16]

## Rojstva
- 17. januar: Blaž Blagotinšek, slovenski rokometaš
- 24. januar: Daniel-André Tande, norveški smučarski skakalec
- 13. februar: Memphis Depay, nizozemski nogometaš
- 27. februar: Andraž Šporar, slovenski nogometaš
- 26. april: Daniil Vjačeslavovič Kvjat, ruski dirkač
- 10. maj: Juki Itō, japonska smučarska skakalka
- 14. maj: Tilen Kodrin, slovenski rokometaš
- 21. maj: Thomas Robert "Tom" Daley, britanski skakalec v vodo
- 2. julij: Henrik Kristoffersen, norveški alpski smučar
- 1. avgust: Sarah Hendrickson, ameriška smučarska skakalka
- 1. september: Carlos Sainz Vázquez de Castro, španski dirkač
- 7. september: Maren Lundby, norveška smučarska skakalka
- 19. oktober: Matej Mohorič, slovenski kolesar
- 8. november: Špela Rogelj, slovenska smučarska skakalka
- 8. december: Raheem Sterling, angleški nogometaš

## Smrti
- 5. januar: Eliška Junková, češka dirkačica (* 1900)
- 16. januar: Jack Metcalfe, avstralski atlet (* 1912)
- 17. januar: Helen Stephens, ameriška atletinja (* 1918)
- 29. januar: Ulrike Maier, avstrijska alpska smučarka (* 1967)
- 7. april: Sigmund Ruud, norveški smučarski skakalec in alpski smučar (* 1907)
- 30. april: Roland Ratzenberger, avstrijski dirkač formule 1 (* 1960)
- 1. maj: Ayrton Senna, brazilski dirkač Formulu 1 (* 1960)
- 15. maj: Leonard Carpenter, ameriški veslač (* 1902)
- 27. junij: Sam Hanks, ameriški dirkač (* 1914)
- 2. julij: Andrés Escobar, kolumbijski nogometaš (* 1967)
- 3. julij: Lew Hoad, avstralski tenisač (* 1934)
- 17. julij: Jean Borotra, francoski tenisač (* 1898)
- 17. avgust: Luigi Chinetti, italijansko-ameriški dirkač (* 1901)
- 21. avgust: Anita Lizana de Ellis, čilenska tenisačica (* 1915)
- 17. september: Vitas Gerulaitis, ameriški tenisač (* 1954)
- 22. september: Albert Hassler, francoski hokejist (* 1903)
- 1. oktober: Bud Houser, ameriški atlet (* 1901)
- 21. december: Göte Almqvist, švedski hokejist (* 1921)
- 21. december: Audrey Sale-Barker, britanska alpska smučarka (* 1903)
- 24. december: Aleksander Uvarov, ruski hokejist (* 1922)
- ? 1994: Jurij Cicinov, ruski hokejist (* 1937)